# Список умерших в 1503 году
В этой статье представлен список известных людей, умерших в 1503 году.
См. также: Категория:Умершие в 1503 году

## Февраль
- 2 февраля — Мартин Кабатник — чешский путешественник и писатель XV века.
- 9 февраля — Иоганн II Баденский — титулярный маркграф Бадена и архиепископ-курфюрст Трира.
- 11 февраля — Елизавета Йоркская — старшая дочь короля Англии Эдуарда IV и Елизаветы Вудвилл.

## Март
- 14 марта — Фредерик Ягеллон, архиепископ гнезненский и примас Польши, епископ краковский.

## Апрель
- 7 апреля — София Палеолог — великая княгиня московская, вторая жена Ивана III, мать Василия III, бабушка Ивана IV Грозного и племянница последнего императора Византии Константина XI.

## Август
- 18 августа — Александр VI (72) — Папа Римский с 12 августа 1492.

## Сентябрь
- 17 сентября — Джованни Понтано — поэт-гуманист, классик латинской поэзии Ренессанса.

## Октябрь
- 18 октября — Пий III — папа римский с 22 сентября по 18 октября 1503.

## Декабрь
- 14 декабря — Стен Старший Стуре — регент Швеции с 16 мая 1470 по 18 октября 1497 года (1-й раз), и с ноября 1501 года (2-й раз), который своей деятельностью подготовил окончательное расторжение Кальмарской унии и восстановление шведской государственности.
- 28 декабря — Пьеро Глупый — старший сын Лоренцо Великолепного (1449—1492), фактический правитель Флоренции с 1492 до его изгнания из республики в 1494 году.